# Bazin hidrografic

Bazin hidrografic al unui curs de apă imaginar

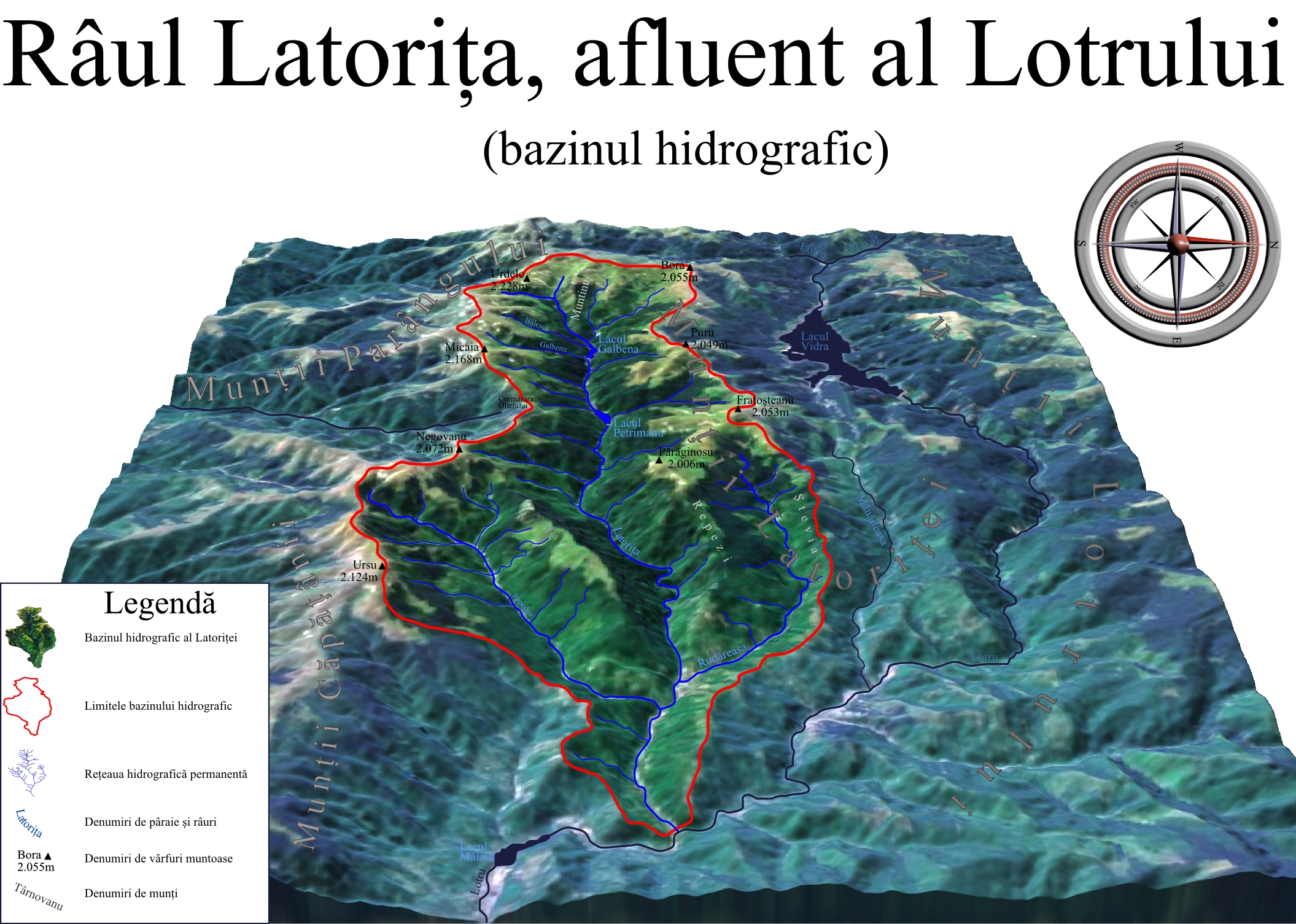
Bazinul hidrografic al Râului Latorița

Bazin hidrografic este un termen din geografie și reprezintă suprafața totală de teren de pe care își colectează apele un curs de apă principal (fluviu sau râu) și afluenții săi , respectiv, un lac sau o mare închisă. Un bazin hidrografic care nu are legături prin ape curgătoare cu marea se numește endoreic.
Din punct de vedere hidrologic, bazinul hidrografic este considerat spațiul geografic de pe care un sistem fluviatil (alcătuit dintr-un colector și afluenții săi) își adună apele. Bazinul hidrografic cuprinde atât cursul de apă principal, toți afluenții săi, cât și suprafețele de pe care afluenții își adună apele.
Se pot diferenția două feluri de bazine hidrografice:
- deschis, de suprafață, de pe care este colectată apa scursă din precipitații și care este delimitat de o linie de cotă maximă, astfel încât precipitațiile care cad de o parte sau alta a acestei linii se scurg în râuri diferite. Pentru acest tip de bazin, cumpăna apelor se determină cu ajutorul planurilor topografice.
- închis, cu drenaj subteran care corespunde alimentării subterane a cursului de apă. În acest caz, cumpăna apelor este mai greu de precizat.

Diferența dintre un bazin hidrologic și un bazin hidrografic este faptul că primul nu ia în considerare apele de subterane ci doar pe cele de suprafață.
Suprafața bazinului hidrografic (F= km2) este dată de limita cumpenei de apă, denumită și cumpăna apelor, care reprezintă linia de separație între două bazine hidrografice, respectiv linia de separare a scurgerilor precipitațiilor atmosferice pe două pante orientate în direcții opuse.
Rețeaua hidrografică se trasează pe hartă cu culoarea albastră, pentru cea permanentă cu o linie continuă și pentru cea temporară cu o linie întreruptă. Afluenții sunt delimitati prin cumpene de ape secundare ce urmăresc partea pozitivă a curbelor de nivel.

## Legături externe
- Planul national de amenajare a bazinelor hidrografice din România Arhivat în 2 decembrie 2020, la Wayback Machine., mmediu.ro
- Resursele de apă din bazinele hidrografice Someș - Tisa Arhivat în 8 ianuarie 2019, la Wayback Machine., anpm.ro